# Maria Freytag
Maria Freytag, także Frejtag, Freitag (ur. 15 sierpnia 1835 w Warszawie, zm. 10 maja 1873 tamże) – polska tancerka baletowa.

## Życiorys
Była żoną kompozytora Gabriela Rożnieckiego, z którym miała córkę Józefę. Ukończyła szkołę baletową w Warszawie, po raz pierwszy wzmiankowana jest na scenie w 1844 roku, kiedy to wykonała rolę jednego z niewolników w balecie Poranek indyjski. Od 1852 roku należała do zespołu baletowego Warszawskich Teatrów Rządowych, debiutowała jako solistka w 1854 roku w roli tytułowej w balecie Esmeralda. Wykonała m.in. role Zośki w Weselu w Ojcowie, Angeli w Marco Spada, Królowej w Dziewicach jeziora, Giselle w Giselle. Występowała także za granicą, w Paryżu (1857) oraz Berlinie i Hamburgu (1861). W 1863 roku z powodu zwichnięcia nogi musiała wycofać się ze sceny.